# Annona vepertonum
Annona vepertonum Mart. – gatunek rośliny z rodziny flaszowcowatych (Annonaceae Juss.). Występuje endemicznie w Brazylii – w stanie Bahia. 

## Morfologia
PokrójZimozielone drzewo lub krzew dorastające do 2,5–10 m wysokości.
LiścieMają eliptyczny kształt. Mierzą 2–7 cm długości oraz 1,5–4 cm szerokości. Liść na brzegu jest całobrzegi. Wierzchołek jest tępy.
KwiatySą pojedyncze lub zebrane w parach. Rozwijają się na szczytach pędów. Mają 6 płatków o białej barwie.
OwoceMają kulisty kształt.

## Biologia i ekologia
Rośnie w lasach. Występuje na wysokości do 800 m n.p.m.